# Sorygaza
Sorygaza is een geslacht van vlinders van de familie spinneruilen (Erebidae), uit de onderfamilie Herminiinae.

## Soorten
- S. arbela Druce, 1891
- S. argandina Druce, 1891
- S. armasata Druce, 1891
- S. didymata Walker, 1865
- S. mardia Druce, 1891
- S. ramsdeni Schaus, 1916
- S. variata Hayes, 1975